# Neptune's Daughters
Neptune's Daughters è un videogioco sparatutto pubblicato nel 1983 per Commodore 64 e nel 1984 per Atari 8-bit dalla English Software, in cui si controlla un sommozzatore.

## Modalità di gioco
Il giocatore controlla il sommozzatore in una serie di caverne sottomarine, con visuale di profilo e schermate multiple fisse. Il personaggio può muoversi nelle otto direzioni ed è armato con un arpione che può sparare nelle otto direzioni con munizioni illimitate, per difendersi da piovre e altri mostri marini e per accorciare le piante-ventosa che bloccano il passaggio. In ogni schermata c'è una scorta di ossigeno che determina il tempo massimo. Il contatto con un nemico o con le pareti, o l'esaurimento dell'ossigeno, causa la perdita di una vita.
Il gioco è diviso in tre sezioni: delle caverne sottomarine contigue, una caverna chiusa e il livello finale dove si trova, prigioniera di un serpente marino, una delle figlie di Nettuno (Neptune's daughters in inglese), rappresentate come donne nude in grado di vivere sott'acqua. Nella prima sezione il giocatore dovrà passare attraverso tre cavità ostacolato da piante acquatiche e piovre; nella seconda dovrà uccidere tutte le creature della caverna chiusa, che morendo rilasciano bolle da raccogliere per aumentare l'ossigeno a disposizione; nella terza dovrà colpire uno dei granchi presenti sullo schermo, raccoglierlo e darlo in pasto al serpente, che dopo averne ricevuti cinque lascerà andare la donna. Il gioco ricomincia poi da capo con la velocità dei nemici notevolmente aumentata, inoltre tra il primo e il secondo livello le piovre passano da una a due.

## Accoglienza
La critica britannica, con giudizi variabili, lo considerò un gioco piuttosto difficile, soprattutto perché in caso di perdita di una vita nella prima serie di caverne occorre ricominciare da capo. Inoltre il rilevamento delle collisioni, a causa della natura frastagliata dei bordi delle grotte, non è precisissimo e fa sì che il giocatore perda facilmente delle vite sbattendo contro la roccia. Uno dei punti deboli del gioco, sempre secondo una rivista dell'epoca, è il sistema di punteggio, poiché con diversi trucchi è facile realizzare record molto alti.